# Néji Jalloul
Pour les articles homonymes, voir Jalloul.
Néji Jalloul (arabe : ناجي جلول), né le 17 octobre 1957 à Bekalta, est un universitaire, historien, islamologue et homme politique tunisien.

## Biographie

### Formation
Titulaire d'une licence en histoire en 1981, puis d'un diplôme de l'École du Louvre de Paris l'année suivante, Jalloul obtient à la Sorbonne un DEA, puis un doctorat spécialisé en archéologie en 1988.

### Carrière universitaire
Professeur universitaire en 2002, il est membre fondateur de la Commission nationale d'histoire militaire  jusqu'en 2011, du laboratoire d'archéologie et d'architectures maghrébine et de la Revue tunisienne d'histoire militaire,. Il est l'auteur de plusieurs travaux qui portent sur les fortifications arabes et ottomanes du littoral tunisien.

### Carrière politique
Néji Jalloul a présidé la circonscription municipale d'El Menzah. Longtemps proche du Parti unifié des patriotes démocrates, avant de devenir membre du bureau exécutif d'Al Joumhouri jusqu'en septembre 2013, il adhère à Nidaa Tounes en février 2014. Qualifié de « grande gueule », il est régulièrement invité dans les médias et se montre critique vis-à-vis des islamistes d'Ennahdha.
Il est d'abord pressenti pour être nommé ministre de la Culture dans le gouvernement Essid, mais il est finalement nommé ministre de l'Éducation le 6 février 2015.
Le 8 janvier 2016, il annonce cent mesures de réforme du système éducatif.
Le 20 août, il est confirmé à son poste dans le gouvernement de Youssef Chahed. Trois jours plus tard, il annonce les principales réformes du système éducatif dont la suppression des 25 % dans la moyenne du baccalauréat, la mise en place de nouveaux livres et programmes pour l'enseignement primaire ainsi que la réforme du temps scolaire,. 
Le 30 avril 2017, il est démis de ses fonctions de ministre et remplacé à titre intérimaire par le ministre de l'Enseignement supérieur et de la Recherche scientifique, Slim Khalbous. Le 12 septembre, il est nommé directeur général de l'Institut tunisien des études stratégiques. Il reste à ce poste jusqu'au 2 décembre 2019, date de sa démission. En tant que directeur général, il est nommé par le chef du gouvernement Chahed comme membre du Conseil des analyses économiques. Le 30 novembre, il est chargé du dossier de l'éducation et de la culture au sein de Nidaa Tounes. Le 9 avril 2019, il est élu membre du bureau politique du parti avant de s'en retirer le lendemain. Le 21 avril, il est désigné secrétaire général de son parti, avant de démissionner le 24 juin.
Candidat pour le poste de directeur général de l'Organisation arabe pour l'éducation, la culture et les sciences, il n'obtient que cinq voix sur vingt lors d'une session spéciale tenue le 29 avril 2019,. Le 9 août de la même année, il présente sa candidature à l'élection présidentielle. À l'issue du premier tour, il termine avec 0,2 % des voix. En 2020, il fonde le Parti de la coalition nationale tunisienne.

### Vie privée
Néji Jalloul est marié.

## Publications
- Les fortifications côtières ottomanes de la Régence de Tunis (XVIe – XIXe siècles), éd. Fondation Temimi pour la recherche scientifique et l'information, Zaghouan, 1995
- (ar) Les fortifications maritimes de l'Ifriqiya médiévale (الرباطات البحرية بإفريقية في العصر الوسيط), éd. Centre d'études et de recherches économiques et sociales, Tunis, 1998
- Les fortifications en Tunisie, éd. Agence de mise en valeur du patrimoine et de promotion culturelle, Tunis, 1999
- Limes arabus : recherche sur l'évolution du limes antique au Haut Moyen Âge [sous la dir. de], coll. Actes du colloque « Histoire des fortifications en Tunisie », éd. Ministère tunisien de la Défense, Tunis, 1999
- Kairouan : la Grande Mosquée, éd. Contraste, Sousse, 2000
- Mahdia : capitale des Fâtimides (avec Abderrazak Khéchine), éd. Contraste, Sousse, 2003
- Sousse, l'antique Hadrumetum, éd. Contraste, Sousse, 2006
- Hammamet, jardin des cantiques, éd. Agence de mise en valeur du patrimoine et de promotion culturelle, Tunis, 2007
- Le ribat de Sousse, éd. Agence de mise en valeur du patrimoine et de promotion culturelle, Tunis, 2007
- Le ribat de Monastir, éd. Agence de mise en valeur du patrimoine et de promotion culturelle, Tunis, 2008
- La voile et l'épée : les côtes du Maghreb à l'époque médiévale, éd. Faculté des lettres, des arts et des humanités de La Manouba (ar), La Manouba, 2011  (ISBN 978-9973-085-11-5)